# Chiesa di San Domenico (Chieti)
La chiesa di San Domenico è sita a Chieti, sul corso Marrucino, affacciata su piazza Giovan Battista Vico. Sorta come monastero dedicato a Sant'Anna, gestito dei monaci Scolopi di San Giuseppe Calasanzio, dalla seconda metà del '600 ospitò una scuola di studi classici, in contrasto con il Collegio dei Gesuiti di Sant'Ignazio, divenuta nel settembre 1861 uno dei primi regi licei classici d'Abruzzo, chiamato real convitto "Giambattista Vico". Ospita anche un convitto nazionale.  Dato che il monastero dei Domenicani e la chiesa, a poca distanza sul corso Marrucino, furono demoliti nel 1913 in accordo con la Provincia di Chieti per realizzare un nuovo stabile, il palazzo del Governo, la chiesa con le scuole Pie ha assunto l'attuale denominazione di San Domenico al corso - San Domenico nuovo.
Dal dicembre 2014 il Ministero per i beni e le attività culturali la gestisce tramite il Polo museale dell'Abruzzo, nel dicembre 2019 divenuto Direzione regionale Musei.

## Storia

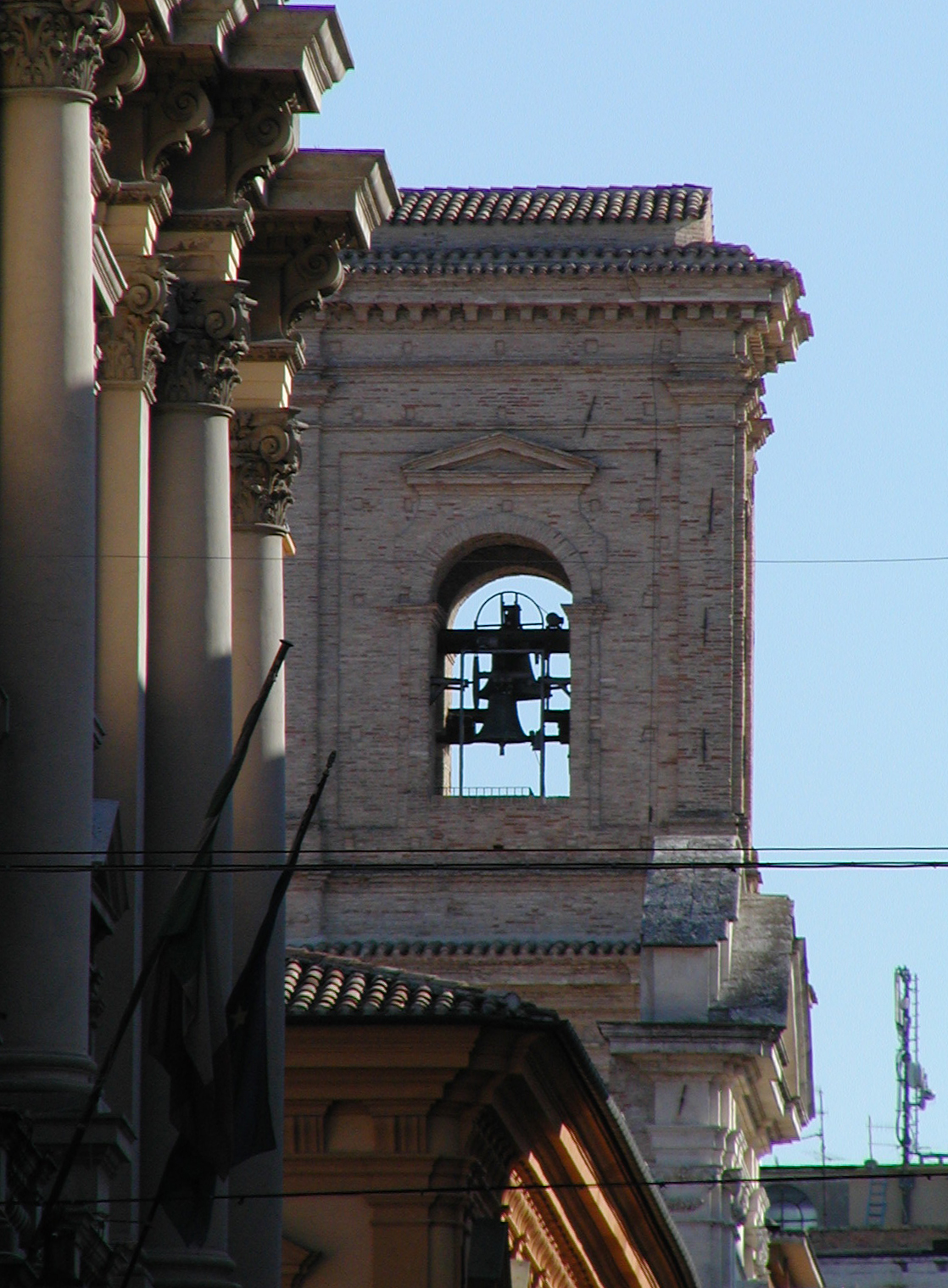
Veduta del campanile

Fu costruita durante il XVII secolo. Tuttavia era originariamente dedicata alla Vergine Maria ed a sant'Anna. La riconsacrazione della chiesa al culto di san Domenico è avvenuta verso l'inizio del XX secolo dopo la demolizione del precedente edificio dei domenicani.
Per la precisione nel 1913-14 iniziarono i lavori di smantellamento dello storico Palazzo Valignani o dell'Università, affacciato sull'ex Largo del Pozzo (Piazza Giangabriele Valignani), poiché era semi-crollato per la presenza di un grande vano a deposito, dell'epoca romana, che ne compromise la staticità. Insieme ai lavori di smantellamento del palazzo, anche l'annessa chiesa di San Domenico, il cui monastero in Piazza Umberto I era stato già sequestrato con le leggi napoleoniche per essere adibito a Prefettura Regia, venne lentamente demolita. La parrocchia fu spostata nella chiesa di Sant'Anna dei Padri Scolopi, prendendo dunque il nuovo nome, la chiesa dei Domenicani scompariva per sempre, il gruppo statuario della facciata veniva ripartito presso le altre chiese teatine, a San Giustino (cripta) e San Francesco al Corso (facciata), e sopra di esso veniva costruito l'attuale Palazzo della Provincia, accanto all'ex Palazzo Valignani, sopra cui sorge la Banca d'Italia con i portici.

## Descrizione
La facciata del 1672 è in stile classico in pietra divisa in due ordini e presenta forti analogie con la facciata della Chiesa di San Giuseppe Calasanzio di Cagliari. Essa è divisa orizzontalmente da cornicione marcapiano, la parte sud è inquadrata da quattro paraste ioniche, che inglobano nel centro il principale portale di accesso a linee semplici, architravato con un timpano curvilineo semicircolare. Oltre la cornice marcapiano, la facciata si restringe, e termina sempre in maniera semicircolare, inquadrata da due coppie di paraste ioniche più piccole, che inquadrano al centro un finestrone.
Il campanile, in cotto, risale al XVIII secolo, ha pianta rettangolare, caratterizzato da due cornicioni ben aggettanti, che dividono un settore lungo inferiore con quattro oculi, uno per lato, e il settore della cella campanaria, più il tetto a piramide schiacciata. L'interno è a navata unica con soffitto a volta a botte ellittica, decorata da stucchi e pennacchi geometrici, fiancheggiata da alcune cappelle. La prima cappella a destra è intitolata a San Pompilio, presenta una tela di Tommaso Cascella del 1949, mentre le decorazioni a stucco sono settecentesche.
Le decorazioni richiamanti temi biblici sono di G. B. Gianni, architetto lombardo. Nella prima cappella a destra vi sono rappresentate le storie del figliol prodigo e la cacciata dal paradiso terrestre di Adamo ed Eva, sulla volta vi è raffigurata il sacrificio di Isacco da parte di Giobbe. Nella seconda cappella vi è la nascita e l'annunciazione della Madonna. Delle cappelle a sinistra è stata affrescata soltanto la prima con le storie di san Martino. La seconda cappella di sinistra è dedicata alla Madonna del Rosario, con una tela del 1679 di Giacomo Farelli, vi si trovano inoltre le conocchie della Madonna Addolorata e del Rosario, che sono portate in processione
La pala di san Giuseppe Calasanzio è stata dipinta nel 1790 da Giacinto Diana. Il quadro del santissimo rosario è stato dipinto da Giacomo Farelli nel 1679. Il pulpito è realizzato con intarsi di radica, mentre l'altare è in marmo policromo. L'organo risale al settecento. La navata ha la volta a botte in cui vi è un'ellisse che simula una cupola. Dal presbiterio si accede al museo diocesano d'arte sacra.

## Il Museo diocesano di arte sacra
Si trova presso l'ex monastero, dove si trova il Liceo classico "Giambattista Vico". La collocazione dell'ex convento degli Scolopi è provvisoria, nel 1937 il soprintendente Francesco Verlengia raccolse a Chieti e dintorni della provincia delle opere d'arte a rischio distruzione o furto, e con l'Arcidiocesi progettò per il palazzo del seminario diocesano,  accanto alla cattedrale, un museo d'arte sacra. Il progetto però sfumò con la seconda guerra mondiale  e successivamente le opere furono allestite in parte nell'ex pinacoteca comunale ora Museo d'arte "Costantino Barbella" di Chieti, ora nel Convitto nazionale.
Gran parte dei reperti proviene dal palazzo comunale (Palazzo d'Achille) e dalla cattedrale, ma anche dalle chiese della città, tra cui spicca un busto ligneo di Sant'Antonio abate (chiesa omonima), degli affreschi staccati dalle pareti risalenti al XIV-XVI secolo e vari dipinti. Il museo è gestito da volontari, non è sempre aperto, nel 2016 c'è stato un progetto di riallestimento in sede più consona del materiale, ma non se n'è fatto nulla.
Le seguenti opere conservate sono :
- Statua di Sant'Anna Metterza (XII secolo), legno policromo, dalla chiesa chietina di Sant'Anna al cimitero, rinvenuta nel 1930 da Francesco Verlengia
- Statua di Santa ignota (XIII secolo), in pietra
- Madonna con Gesù Bambino (XV secolo), in legno, dalla chiesa di San Nicola di Orsogna, scuola toscana
- Madonna con Gesù Bambimo (XIII secolo), in legno policromo, dalla chiesa della Santissima Trinità
- San Benedetto da Norcia (XIV secolo), legno scolpito, dalla cattedrale
- Affreschi della Storia di Santa Caterina d'Alessandria e San Domenico (XIV secolo), dall'ex chiesa  di San Domenico al corso, distrutta nel 1914, gli affreschi ora sono nel Museo Barbella.
- Affresco della Madonna col Bambino e Sant'Antonio (XV secolo)
- Affresco dell'Annunciazione (XV secolo)
- Affresco della Storia di San Giacomo Maggiore (XV secolo)
- Cristo crocifisso (XV secolo), legno
- Busto di Sant'Antonio Abate (XVI secolo), legno policromo
- Madonna con i santi (XVI secolo), tempera su tavola, dalla chiesa di San Francesco di Paola a Chieti
- Trionfo del Terzo Ordine Francescano (1590), olio su tela di Luca Fornaci, dall'ex convento di Sant'Andrea degli Zoccolanti di Chieti, ora nel Museo Barbella.
- Madonna col Bambino (XV secolo), ambito abruzzese, dalla cattedrale di Chieti, ora nel Museo Barbella; secondo Verlengia sarebbe da attribuire ad Antonio lo Zingaro, o a una scuola di Andrea De Litio.

## Storico Liceo Ginnasio "Giambattista Vico"

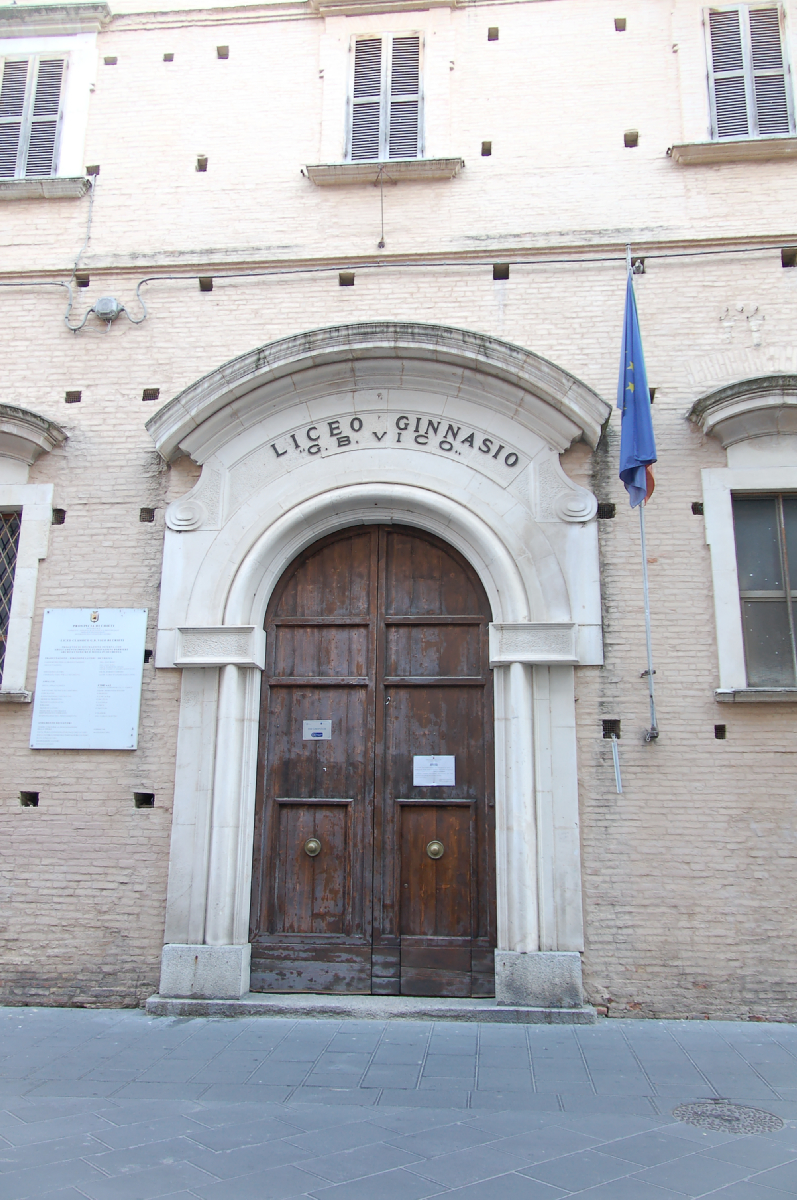
Storico liceo ginnasio Giambattista Vico

Il Collegio dei Padri Gesuiti, che avevano la loro sede nell'ex chiesa di Sant'Ignazio (oggi Teatro Marrucino) poco più a nord in Largo del Pozzo, venne costruito lungo la Strada Grande, ma già nel Settecento quando i padri vennero cacciati e l'ordine soppresso, Chieti necessità di una nuova scuola giovanile per i figli dei membri d'alto rango della città. Il collegio dei Padri Scolopi fondato da San Giuseppe Casalanzio nel 1636, fu costruito a poca distanza dal monastero di San Domenico, dove nel 1914-21 venne costruito il Palazzo della Provincia; poterono edificare su un terreno concesso da Francesco Vastavigna, e i padri ottennero da Tommaso Valignani delle abitazioni attigue, per potere realizzare la loro opera. Demolita la cappella di Sant'Anna (Piazzale Vico), cui la chiesa successiva venne dedicata, rimanendo tale sino al 1914 col trasferimento della parrocchia di San Domenico, si iniziò la costruzione del nuovo complesso. L'opera del collegio fu di educare non solo i rampolli della città, come il Collegio dei Gesuiti, ma di salvare la popolazione in generale dall'ignoranza, la scuola era gratuita e aperta a tutte le classi sociali; presto la rivalità tra le due istituzioni scoppiò.
Nel XVIII secolo furono introdotti gli studi superiori, anche le classi borghesi medio-alte iniziarono a frequentare il collegio, la disputa con i Gesuiti terminò nel 1767 con la soppressione dell'Ordine; Romualdo de Sterlich in una lettera indirizzata a Giovanni Bianchi, racconta che i Gesuiti a Chieti non avevano lasciato un felice ricordo, pensando solo ad accumulare ricchezze, e vennero sostituiti da insegnanti laici o del clero secolare nel Collegio degli Scolopi. Con le leggi napoleoniche del 1807 vennero cacciati, il Collegio passò allo Stato, che lo adibì a Regio Convitto Borbonico, dove si insegnavano le principali materie di italiano, filosofia, letteratura, latino, matematica, fisica, scienza, economia, tali indirizzi continuarono anche quando la scuola divenne Regio Liceo Ginnasio "Giambattista Vico" nel 1861, il primo liceo classico ufficiale d'Abruzzo.
Dal 1822 al 1854 il collegio fu governato dai sacerdoti secolari, successivamente fu elevato a "Real Liceo dell'Abruzzo Citeriore" con entusiasmo dei teatini verso Ferdinando II di Borbone, e dunque nello stesso anno divenne "Real Liceo dell'Ordine Universitario", con l'istituzione degli insegnamenti di materie giuridiche, chimiche, farmaceutiche, chirurgiche, scienze naturali, mineralogiche, geologiche e botaniche. Nell'ottobre 1861 con l'annessione di Chieti al Regno d'Italia, il 12 settembre l'istituto divenne Convitto Nazionale, con primo rettore Antonio Iocco. Fino al 1908 il convitto fu sempre florido, tanto che acquistò una villa presso Castellammare Adriatico (Pescara) per le vacanze estive dei convittori, oggi diventato l'Istituto Tecnico "Tito Acerbo". Tra i vari studiosi di prestigio della scuola ci furono Edoardo Scarfoglio, Angelo Camillo de Meis, Giovanni Chiarini e Filippo Masci. Nel 1878 vi studiò brevemente anche il poeta Gabriele D'Annunzio, prima di trasferirsi a Prato.
Il palazzo ha pianta rettangolare con due principali ingressi con cornice in intonaco bianco, il primo per il convitto e il museo diocesano, e il secondo per il liceo classico, con annessa biblioteca e orto centrale a pianta quadrata. Il palazzo ha fattezze settecentesche con mattoni faccia vista, e viene usato anche nelle manifestazioni rievocative della "Settimana Mozartiana".
L'interno è caratterizzato dal chiostro quadrangolare, con i portici caratterizzati da archi a tutto sesto, e suddivisione in campate, la parte principale di ingresso, ha il portico che solitamente viene usato per mostre varie, conserva alcuni documenti storici che hanno reso nota la storia del liceo, e soprattutto si trova una collezione di reperti archeologici rinvenuti nel sito di Pallanum, presso Tornareccio (CH). Dal corridoio si accede alla scala dei piani superiori con le aule, oppure alla biblioteca.